# Пьеротти, Эрмете
Эрмете Пьеротти (итал. Ermete Pierotti; 1820, Модена — 1880) — итальянский инженер и архитектор; главный инженер Иерусалима (1857—1861).

## Биография
Родился в 1820 году в Модене. Служил в чине капитана в Инженерном корпусе армии Сардинского королевства.
В 1847 году спроектировал и осуществлял инженерный контроль строительства Благовещенского собора в Александрии.
В 1854 году как геодезист и инженер был приглашён в Иерусалим для осуществления работ на Храмовой горе и других местах, что дало ему возможность описания и фиксации подземных конструкций, недоступных в то время для европейских исследователей. С 1857 года, приглашённый оттоманским губернатором Иерусалима Сюрейя-пашой (Süreyya Pasha или Mustapha Surraya) в качестве главного инженера Иерусалима, осуществил строительные работы австрийского хосписа на Виа Долороза, реставрацию базилики Святой Анны, археологические исследования на месте строительства монастыря сестёр Сиона, строительство ряда зданий для российских паломников и ряд других работ.
В 1864 году, в переводе на английский язык, опубликовал в Лондоне книгу «Jerusalem Explored». Был подвергнут резкой критике со стороны британского истеблишмента, обвинившего его сначала в плагиате, а позднее предавшего огласке ряд неприглядных эпизодов его службы в армии Сардинского королевства и якобы дезертирства в Генуе с похищенными армейскими активами и исключении его в 1849 году с армейской службы.